# Quemose
Quemose é o inchaço superficial do branco dos olhos e do interior das pálpebras. Os sintomas podem variar desde a ausência de manifestações até o aumento da produção de lágrimas, coceira e visão embassada. Geralmente não há dor, embora a irritação possa estar presente. Uma pequena parte ou toda a região branca do olho pode ser afetada. A condição pode dificultar o fechamento completo do olho, o que pode resultar em ceratite de exposição.
Ela ocorre mais comumente devido a conjuntivite alérgica, viral ou bacteriana.   Outras causas podem incluir uma massa atrás do olho, igual a doença ocular da tireóide, lesão ocular, angioedema ou insuficiência cardíaca.   Os fatores por trás do problema podem ser vasos capilares mais permeáveis, baixo nível de albumina ou pressão venosa elevada. 
A manunteção envolve tratar a causa do problema. Lubrificação ocular e AINES também podem ajudar. Geralmente, resolve-se com o tempo e os resultados são bons. Uma exceção ocorre quando há sangramento dentro da quimose em caso de lesão, o que pode indicar ruptura do globo ocular. É relativamente comum. O termo é derivado do grego cheme, que significa concha de marisco e -osis, que significa condição.